# Дешелет, Жозеф
Жозеф Дешелет (8 января 1862, Роан — 3 октября 1914, Нуврон-Венгре) — французский археолог, который стоял у истоков керамологии (вспомогательная историческая дисциплина). Занимался также исследованием культурных связей между древнеримской и кельтской цивилизациями.
Родился в семье богатого промышленника, после обучения у маристов в Сен-Шамоне начал работать в семейном бизнесе в качестве поставщика товаров, оставаясь на этой работе до 1899 года, хотя уже с юных лет имел большую склонность к археологии.
В 1884 году вступил в общество «Диана», занимавшееся изучением исторических памятников и археологическими раскопками на территории Монбризона. Вскоре стал также инспектором Французского археологического общества. С 1892 по 1914 год занимал должность куратора Музея изящных искусств и археологии в Руане. Самостоятельно занимался изучением средневековой живописи, а также рельефной краснолаковой керамики галло-римского периода. В феврале-апреле 1893 года предпринял поездку в Египет, где участвовал в раскопках на территории Фив.
С 1897 по 1901 год возглавлял археологические раскопки на территории древнего городища Мон-Бёвре. В 1899 году окончательно ушёл из семейного бизнеса, посвятив археологии всё своё время. В 1908 году ездил на раскопки в Испанию. С 1908 по 1914 год опубликовал шеститомное сочинение под заглавием «Руководство по археологии первобытной, кельтской и галло-римской», в котором даётся классификация и хронология большинства известных к тому времени западноевропейских археологических памятников.
Когда в 1914 году началась Первая мировая война, Дешеле, несмотря на непризывной возраст, поступил на службу в 104-й территориальный полк, а затем в звании капитана служил в 238-м пехотном полку. Погиб на фронте.